# Nieustraszona Dziewczynka
Nieustraszona Dziewczynka (ang. Fearless Girl) – brązowy posąg autorstwa Kristen Visbal znajdujący się w Nowym Jorku przed gmachem Nowojorskiej Giełdy Papierów Wartościowych (NYSE).

## Opis
Rzeźba przedstawia podpierającą się pod boki dziewczynkę bez lęku stojącą wprost przed szarżującym bykiem. Sukienka i włosy figury zostały przedstawione tak, jakby poruszył je podmuch wiatru. Posąg wykonany jest z brązu, masa 100 kg, wysokość – 1,3 m.

## Historia
Rzeźba została ustawiona 7 marca 2017 r. z inicjatywy i za pieniądze funduszu inwestycyjnego State Street Global Advisors jako część kampanii promującej różnorodność płciową. Ustawiono ją wprost naprzeciw rzeźby Charging Bull (szarżujący byk) autorstwa Arturo Di Modiki. W odpowiedzi Di Modica zażądał przeniesienia pomnika w inne miejsce, gdyż zmienia wymowę jego rzeźby Oskarżył też miasto Nowy Jork o naruszenie jego praw autorskich.
Posąg szybko zyskał popularność, stając się tematem wiadomości w mediach, choć krytykowano go także za spłycanie idei feministycznej i wykorzystywanie jej do reklamowania instytucji finansowej. Został ustawiony w przededniu Dnia Kobiet i wkrótce po strajku kobiet, został uznany za symbol walki kobiet o ich postulaty.
Początkowo rzeźba miała stać do 2 kwietnia 2017 r. Jednak z powodu licznych próśb i petycji o przedłużenie ekspozycji rzeźby, pod koniec marca burmistrz Nowego Jorku Bill de Blasio przedłużył pozwolenie na ekspozycję figury przynajmniej do lutego 2018 r.  To spowodowało, że Di Modica wynajął prawników, by walczyć o przeniesienie nowego pomnika w inne miejsce.
10 grudnia 2018 rzeźba została przeniesiona przed gmach NYSE.